# Рижий Роман Петрович
Рома́́н Петро́вич Ри́жий  (*17 січня 1985, Каноничі) — український спортсмен, майстер спорту, рекордсмен України з легкої атлетики в метанні диска.
Триразовий чемпіон Європи, на початку 2005 встановив рекорд України в метанні диска з результатом 61 м 65 см вага диска 2 кг. У червні місяці 2005 завоював золото на чемпіонаті Європи у Німеччині. 
У вересні 2005 на чемпіонаті світу в Гросетто (Італія) зайняв 5 місце.
| Спортсмен | Це незавершена стаття про спортсмена. Ви можете допомогти проєкту, виправивши або дописавши її. |